# グラハム・コリアー
グラハム・コリアー（Graham Collier、1937年2月21日 - 2011年9月9日）（OBE）は、イギリスのジャズ・ベーシスト、バンドリーダー、作曲家。

## 経歴
イングランドのノーサンバーランド、タインマウス生まれ。学校卒業後、音楽家としてイギリス陸軍に入隊し、3年間香港に滞在する。「ダウン・ビート」誌の奨学金を得て渡米。ボストンにあるバークリー音楽大学にてハーブ・ポメロイに学び、1963年にイギリス人初の同校卒業生となった。帰国後、自己のグループとして最初のアンサンブル、グラハム・コリアー・ミュージックを結成。メンバーには、ケニー・ホイーラー、ハリー・ベケット、ジョン・サーマン、後のラインナップにカール・ジェンキンス、マイケル・ギブス、アート・シーメンといった多くの著名なミュージシャンがいた。コリアーは、初めてジャズのために芸術評議会の助成を受け、ヨーロッパ、北アメリカ、オーストラリア、極東のフェスティバルや団体、放送局から委託を受けた。19枚のアルバムとCDを制作し、ステージ演劇やミュージカル、ドキュメンタリーやフィクション映画、さまざまなラジオドラマ作品など、幅広いメディアでも活動した。
コリアーはまた著作家にして教育者でもあった。ジャズに関する7冊の本を書いて、世界中でレクチャーとワークショップを行った。サイモン・パーセル曰く「英国のジャズ教育は、（エディ・ハーヴィとライオネル・グリッグソンと並んで）グラハム・コリアーによって大きな恩恵をもたらされました。彼らなしでは現在のポジションと間口の広さを達成するのはかなり困難だったでしょう」。1987年、コリアーはロンドンの王立音楽アカデミーにてジャズ学位コースを立ち上げ、1999年に彼自身の音楽に専念するために辞任するまで、芸術監督を務めた。1989年、ジャズ・スクール国際協会（International Association of Schools of Jazz）を形づくるジャズ教育者グループの一員となり、『ジャズ・チェンジ』誌を7年間編集した。1987年には、ジャズへの貢献が認められ、エリザベス2世から大英帝国勲章（OBE）を受章した。
晩年、コリアーはギリシャの小島に住んでいた。自身のバック・カタログを管理し、作曲し、著作しつつ、世界中のコンサートやワークショップに出席した。ジャズと、ジャズの構成を哲学的に描いた彼の著書『The Jazz Composer』は、2005年にノースウェイ・ブックスによって出版された。主に2004年に録音された19枚目のアルバム『Directing 14 Jackson Pollocks』のCDは、ジャズ・コンティニューム・レーベルからリリースされた。

## ディスコグラフィ

### アルバム
- Deep Dark Blue Centre (1967年、Deram)
- Hamburg 1968 (2022年、British Progressive Jazz)
- Down Another Road (1969年、Fontana)
- Songs for My Father (1970年、Fontana)
- Mosaics (1971年、Philips)
- Portraits (1973年、Saydisc)
- Darius (1974年、Mosaic)
- Midnight Blue (1975年、Mosaic)
- New Conditions (1976年、Mosaic)
- Symphony of Scorpions (1977年、Mosaic)
- The Day of the Dead (1978年、Mosaic)
- Something British Made in Hong Kong (1987年、Mosaic)
- Charles River Fragments (1996年、Boathouse)
- Adam's Marble (1995年、Jazzis)
- The Third Colour (1999年、ASC)
- Winter Oranges (2002年、Jazzprint)
- Bread and Circuses (2002年、Jazzprint)
- Workpoints (2005年、Cuneiform) ※1968年&1975年録音
- Hoarded Dreams (2007年、Cuneiform) ※1983年録音
- Directing 14 Jackson Pollocks (2009年、Jazzcontinuum) ※2004年録音
- "Relook": Graham Collier 1937-2011: A Memorial 75th Birthday Celebration (2012年、Jazzcontinuum) ※死後のコンピレーション
- Luminosity - The Last Suites (2014年、Jazzcontinuum) ※死後の録音
- 『ブリティッシュ・カンヴァセーションズ』 - British Conversations (2021年、My Only Desire) ※1975年録音
- 『DOWN ANOTHER ROAD ＠STOCKHOLM JAZZ DAYS'69』 - Down Another Road @ Stockholm Jazz Days '69 (2023年、My Only Desire) ※1969年録音

## 著書
- Jazz – A Students' and Teachers' Guide (ハードカバー＆ペーパーバック 1977年) ※ドイツ語、ノルウェー語、イタリア語に翻訳されている
- Inside Jazz (ハードカバー＆ペーパーバック 1973年)
- Compositional Devices (1975年)
- Cleo and John (1976年)
- Jazz Workshop the Blues, (1988年) ISBN 0-900938-61-7
- Interaction – opening up the jazz ensemble (1995年)
- The Jazz Composer: Moving Music Off the Paper (2009年) ISBN 978-0-9557888-0-2